# Antiracotis angulosa
Antiracotis angulosa är en fjärilsart som beskrevs av Claude Herbulot 1973. Antiracotis angulosa ingår i släktet Antiracotis och familjen mätare. Inga underarter finns listade i Catalogue of Life.